# Saint-Agnan, Yonne
Saint-Agnan är en kommun i departementet Yonne i regionen Bourgogne-Franche-Comté i norra Frankrike. Kommunen ligger i kantonen Pont-sur-Yonne som tillhör arrondissementet Sens. År 2022 hade Saint-Agnan 934 invånare.

## Befolkningsutveckling
Antalet invånare i kommunen Saint-Agnan
| Referens: INSEE |